# ألعاب القوى في الألعاب الأولمبية الصيفية 2024 – سباق 4 × 400 متر تتابع للسيدات
أقيمت منافسات سباق التتابع 4 × 400 متر للسيدات في دورة الألعاب الأولمبية الصيفية 2024 على جولتين في ستاد دو فرانس، باريس، فرنسا، يومي 9 و10 أغسطس 2024. كانت هذه هي المرة الرابعة عشرة التي تقام فيها منافسات سباق التتابع 4 × 400 متر للسيدات في دورة الألعاب الأولمبية الصيفية. تمكن ستة عشر فريقًا من التأهل إلى الحدث من خلال تصفيات ألعاب القوى العالمية 2024 أو قائمة أفضل فرق ألعاب القوى العالمية.

## الخلفية
يعتبر سباق التتابع 4 × 400 متر في الألعاب الأوليمبية الصيفية أطول سباق تتابع على المضمار يُقام في الحدث المتعدد الرياضات. وكان سباق التتابع النسائي حاضرًا في برنامج ألعاب القوى الأوليمبي منذ عام 1972
| رقم قياسي                  | الرياضي (الدولة)                                                                        | الوقت(ث) | الموقع                  | التاريخ       |
| -------------------------- | --------------------------------------------------------------------------------------- | -------- | ----------------------- | ------------- |
| الرقم القياسي العالمي      | الاتحاد السوفيتي · (تاتيانا ليدوفسكايا، أولغا نازاروفا، ماريا بينيجينا، أولغا بريزغينا) | 3:15.17  | سول، كوريا الجنوبية     | 1 أكتوبر 1988 |
| الأرقام القياسية الأولمبية | الاتحاد السوفيتي · (تاتيانا ليدوفسكايا، أولغا نازاروفا، ماريا بينيجينا، أولغا بريزغينا) | 3:15.17  | سول، كوريا الجنوبية     | 1 أكتوبر 1988 |
| الرائدة عالميًا             | أركنساس رازورباكس (آمبر أنينغ، روزي إيفيونج، نيكيشا برايس، كايلين براون)                | 3:17.96  | يوجين، الولايات المتحدة | 8 يونيو 2024  |

| أرقام قياسية للمنطقة                                             | رياضي (دولة)                                                                               | زمن (ثوانٍ) |
| ---------------------------------------------------------------- | ------------------------------------------------------------------------------------------ | ---------- |
| أفريقيا (الأرقام القياسية)                                       | نيجيريا · (أولابيسي أفولابي، فاطمة يوسف أولوكوجو، شيرتي أوبارا ، فاليلات أوجونكويا)        | 3:21.04    |
| آسيا (الأرقام القياسية)                                          | الصين · (آن شياو هونغ، باي شياو يون، كاو تشون ينغ، ما يوكين)                               | 3:24.28    |
| أوروبا (الأرقام القياسية)                                        | الاتحاد السوفيتي · (تاتيانا ليدوفسكايا، أولغا نازاروفا، ماريا بينيجينا، أولغا بريزغينا)    | 3:15.17 WR |
| أمريكا الشمالية والوسطى ومنطقة البحر الكاريبي (الأرقام القياسية) | الولايات المتحدة · (دينيان هوارد هيل، ديان ديكسون، فاليري بريسكو-هوكس، فلورنس جريفث-جوينر) | 3:15.51    |
| أوقيانوسيا (الأرقام القياسية)                                    | أستراليا · (نوفا بيريس-كينيبون، تامسين مانو، ميليندا جينسفورد-تايلور، كاثي فريمان)         | 3:23.81    |
| أمريكا الجنوبية (الأرقام القياسية)                               | البرازيل · (جيسا كوتينيو, باربرا دي أوليفيرا, جيلما سوزا، جيلما دي ليما)                   | 3:26.68    |

## التأهل
بالنسبة لسباق التتابع 4 × 400 متر للسيدات، تأهلت أربعة عشر فريقًا من خلال سباقات التتابع العالمية لألعاب القوى لعام 2024. وتم منح المكانين المتبقيين للفرق ذات التصنيف الأعلى في قائمة أفضل فرق ألعاب القوى العالمية. فترة التأهل هي بين 1 يوليو 2023 و30 يونيو 2024.
| حدث التأهل                                         | عدد الفرق | الفرق المتأهلة |
| -------------------------------------------------- | --------- | --- |
| سباقات التتابع لألعاب القوى العالمية 2024          | 14        | بلجيكا · كندا · فرنسا · بريطانيا العظمى · الهند · جزيرة أيرلندا · إيطاليا · جامايكا · هولندا · النرويج · بولندا · إسبانيا · سويسرا · الولايات المتحدة |
| قائمة أفضل الرياضيين في العالم (حتى 30 يونيو 2024) | 2         | ألمانيا · كوبا |
| المجموع                                            | 16        | |

## النتائج

### الجولة الأولى
أقيمت الجولة الأولى في 9 أغسطس، وبدأت في الساعة 10:40 (UTC+2) صباحًا.

#### تصفيات الجولة الأولى
نتائج تصفيات الجولة الأولى من سباق 4 × 400 متر تتابع للسيدات.
| المركز | المسار | البلد            | الفريق الرياضي                                                    | رد الفعل | الوقت   | الملاحظات |
| ------ | ------ | ---------------- | ----------------------------------------------------------------- | -------- | ------- | --------- |
| 1      | 6      | الولايات المتحدة | كوانيرا هايز، شامير ليتل، آليا بتلر، كايلين براون                 | 0.243    | 3:21.44 | Q, SB     |
| 2      | 7      | بريطانيا العظمى  | يمي ماري جون، هانا كيلي، جودي وليامز، لينا نيلسين                 | 0.202    | 3:24.72 | Q, SB     |
| 3      | 8      | فرنسا            | سونكامبا سيلا، شانا جريبو، أليكس ديو، أماندين بروسييه             | 0.172    | 3:24.73 | Q         |
| 4      | 4      | بلجيكا           | هان كلايس، إيمكي فيرفايت، كاميل لاوس، هيلينا بونيت                | 0.226    | 3:24.92 | q         |
| 5      | 9      | إسبانيا          | بلانكا هيرفاس، بيرتا سيجورا، إيفا سانتيدريان، كارمن أفيليس        | 0.151    | 3:28.29 |           |
| 6      | 5      | النرويج          | جوزفين تومين إريكسن، لاكيري إرتزغارد، إليزابيث سليتوم، أمالي لويل | 0.172    | 3:28.61 |           |
| 7      | 2      | سويسرا           | جوليا سين، جوليا نيدربيرجر، أنينا فهر، ياسمين جايجر               | 0.150    | 3:29.75 |           |
| 8      | 3      | كوبا             | ميليسا بادرون، ديلي كوبر غاسبار، ساهيلي دياغو، روكسانا غوميز      | 0.244    | 3:33.99 |           |

#### تصفيات الجولة الثانية
نتائج تصفيات الجولة الثانية من سباق 4 × 400 متر تتابع للسيدات.
| المركز | المسار | البلد         | الفريق الرياضي                                                                  | رد الفعل | الوقت   | الملاحظات |
| ------ | ------ | ------------- | ------------------------------------------------------------------------------- | -------- | ------- | --------- |
| 1      | 9      | جامايكا       | أندرينيت نايت، أشلي ويليامز، شاروكي يونغ، ستيفيني آن ماكفيرسون                  | 0.182    | 3:24.92 | Q, SB     |
| 2      | 4      | هولندا        | إيفلينا سالبيرخ، ليكا كلافر، ميرتيه فان دير سخوت، ليزان دي ويت                  | 0.195    | 3:25.03 | Q         |
| 3      | 8      | جزيرة أيرلندا | صوفي بيكر، فيل هيلي، كيلي ماكغوري، شارلين مودسلي                                | 0.204    | 3:25.05 | Q         |
| 4      | 7      | كندا          | زوي شيرار، أيانا ستيفيرن، لورين جيل، كيرا كونستانتين                            | 0.162    | 3:25.77 | q         |
| 5      | 5      | إيطاليا       | إلاريا أكامي، آنا بوليناري، جيانكارلا ترفيسان، أليتشه مانجيوني                  | 0.235    | 3:26.50 |           |
| 6      | 6      | بولندا        | أناستازيا كوش، يوستينا شفينتيه-إرسيتيك، ألكساندرا فورميلا، أليسيا رونا-كوترزيبا | 0.172    | 3:26.69 |           |
| 7      | 3      | ألمانيا       | سكادي شير، أليسا شميدت، منى ماير، ايلين ديميس                                   | 0.150    | 3:26.95 |           |
| 8      | 2      | الهند         | فيثيا رامراج، جيوثيكا سري داندي، م. ر. بوفاما، سوبها فينكاتيسان                 | 0.175    | 3:32.51 |           |

### النهائي
أقيمت المباراة النهائية في 10 أغسطس، وبدأت في الساعة 21:22 (UTC+2) في المساء.
| المركز | المسار | البلد            | الفريق الرياضي                                                     | رد الفعل | الوقت   | الملاحظات |
| ------ | ------ | ---------------- | ------------------------------------------------------------------ | -------- | ------- | --------- |
| الأول  | 6      | الولايات المتحدة | شامير ليتل، سيدني ماكلولين، غابرييل توماس، ألكسيس هولمز            | 0.198    | 3:15.27 | WL, AR    |
| الثاني | 5      | هولندا           | ليكا كلافر، كاتلين بيترز، ليزان دي ويت، فيمكه بول                  | 0.191    | 3:19.50 | NR        |
| الثالث | 7      | بريطانيا العظمى  | فيكتوريا أوهوروغو، لافياي نيلسن، نيكول يرجين، آمبر أنينغ           | 0.200    | 3:19.72 | NR        |
| 4      | 4      | جزيرة أيرلندا    | صوفي بيكر، راسيدات أديليكي، فيل هيلي، شارلين ماودسلي               | 0.207    | 3:19.90 | NR        |
| 5      | 9      | فرنسا            | سونكامبا سيلا، شانا غريبو، أماندين بروسييه، لويز مارافال           | 0.196    | 3:21.41 | NR        |
| 6      | 2      | كندا             | زوي شيرار، سافانا ساذرلاند، كيرا كونستانتين، لورين جيل             | 0.156    | 3:22.01 | SB        |
| 7      | 3      | بلجيكا           | ناعومي فان دن بروك، إيمكي فيرفايت، هان كلايس، هيلينا بونيت         | 0.136    | 3:22.40 | SB        |
| –      | 8      | جامايكا          | ستاسي آن ويليامز، أندرينيت نايت، شيان سالمون، ستيفيني آن ماكفيرسون | 0.153    | DNF     |           |